# Chiffons
Chiffons（シフォン）とは、マウスプロモーションに所属する氷上恭子、増田ゆき、小島幸子の三人組の声優ユニットである。1997年8月に結成し、2023年で結成26年目を迎え、現存する女性声優ユニットでは最長を誇っている。ステージなどを主に中心に活動している。
2022年よりFMラジオ、さくらFMにて「さくらSOS隊　＜シフォンの四半世紀少女＞」を放送中。

## 人物・メンバー
立ち位置は客席から見た状態
氷上恭子
立ち位置：中央、あだ名：「恭ちゃん」
最年長でシフォンのリーダーでまとめ役、結成のきっかけを作った所属事務所の前社長の推薦で、リーダーに抜擢されるが、性格はかなりの気分屋で、ボーっとしたり、急に思い立ったかのようにむちゃぶりな話題を振ったりする。絵とポエムが好き。
増田ゆき
立ち位置：左
しっかりしてそうな雰囲気があるが実はかなり天然ボケで、いつも二人に突っ込まれている。メンバーからは癒し系担当と言われているが、実はかなりの毒舌家である、メンバーの中では一番身長が小さく（152cm）、その事もあってか牛乳や小魚を食べて身長を伸ばそうと努力していたが効果がなかったという身長に関するエピソードが多い。大の通販好き。
実は小島よりも早く結婚しており、2009年9月出産予定と発表した。
小島幸子
立ち位置：右　あだ名：「幸子」「さっちゃん」
女性声優の中ではかなりの長身で、身長が170cm（自己申告）もある。
実は陰のまとめ役でしっかり者であるが。とても機械に疎く、パソコンにまったく触った事が無いため、結婚報告を知り合いのブログに報告した。
結婚前まではメンバーからは「小島」と呼ばれていたが、婚約後、別姓になったため「幸子」もしく「さっちゃん」と呼ばれるようになった。

## 経緯
- 1997年8月に三人が所属している事務所「江崎プロダクション」（現マウスプロモーション）の当時の社長から勧めから半ば強制的に結成。当初の名前は旧事務所名から「江崎ガールズ(仮)」だった。後に事務所の方々とユニット名に関して色々と提案をするもいずれも却下され、氷上と増田が入った喫茶店にて、たまたま注文したケーキが「シフォンケーキ」だったために、現在のユニット名である『Chiffons』になった。因みにChiffonsに複数形を現す「s」が含まれているのはChiffonという単語をフランス語に訳すと「ぼろきれ」「雑巾」という意味になるため、氷上はラジオで「Chiffonsにsをつけておいてよかったね。」と語った。その会話に参加していなかった小島は後程、氷上から電話で名前がChiffonsに決まったと知らされた。
- 結成当初三人から見たお互いの第一印象は、小島は先輩からと極度に緊張しており、氷上は二人に対し特に印象が無かったが、増田は小島に対してはあまり良い印象でなかった。恐らく身長等が原因と思われる。現在は三人ともに仲良しである。
- 2019年で結成22年を迎えることになり、2019年5月にマチ★アソビ vol.22にてニューアルバム「PiecePiecePiece」発売記念ライブを行なった。

## エピソード
- メンバー同士は大変仲が良く、お互いに家にも行ったり、食事に行ったりしているが、会うのがもっぱらユニットとして会うのではなく事務所で偶然出会ったりである。
- 三人で計画を立てずに、日帰りから急遽泊りがけの旅行になったりする。
- メンバーの中では氷上が最年長だが、芸歴では子役の時からデビューをしている小島の方が長いため、三人のトークは基本的にタメ口で進む。
- 小島は極度の方向音痴で、三人で旅行に行った際に軽井沢に行こうと小島がナビゲーションをしたが、危うく新潟へ行くところだった。
- フリートークで小島の身長ネタがよく話題になり、小柄の氷上・増田が小島の後ろに隠れたりもする。
- 2008年10月13日、吉祥寺アニメワンダーランドで小島が結婚報告した際に、氷上から記念にと小島との立ち位置を入れ替えたが、小島は慣れていないセンターに違和感を持ち、辞退した。
- 2009年10月3日、吉祥寺アニメワンダーランドで産休で増田がいない中、二人で司会進行していたが、普段は聞き役の増田がいないため、苦労した。

## 作品

### ラジオ
- さくらSOS隊　＜シフォンの四半世紀少女＞(さくらFM)
- ぱぁれしふぉん
- シフォンのSweet Screaming Revue（IBC岩手放送）
- ラジオdeシフォン（声優Wave）
- シフォン☆シフォン（Voice・Love・Network）
- シフォンのファンファンラジオ!（DNEメディアステーション）

### CD
- 君を守るためにぼくは夢を見る
- Snow Train
- happy-go-lucky

### アルバムCD
- 資本主義
- Parler Chiffons
- 日和見主義
- 鮫肌
- PiecePiecePiece

### ゲーム
- RPGツクール2003（エターナルハーミット）